# Xiaomi Mi Band 2
A Xiaomi Mi Band 2 é um dispositivo vestível produzido pela Xiaomi. A Xiaomi Mi Band 2 foi revelada durante um evento de lançamento Xiaomi em 2 de junho de 2016. Ao contrário do seu antecessor, o Xiaomi Mi Band 2 vem com uma tela OLED e um botão capacitivo. Não há botões dedicados para iniciar uma conexão Bluetooth. Todas as conexões precisam ser iniciadas a partir da aplicação Mi Fit. O aplicativo Mi Fit está disponível para usuários do Android e iOS. Os usuários de iPad, no entanto, precisam instalar o aplicativo do iPhone para configurar o Mi Band 2. Não há suporte de aplicativo nativo para usuários do Windows Mobile. Os usuários do Windows precisam instalar aplicativos de terceiros para configurar a Mi Band.

## Design
O monitor fitness vem com uma tela OLED de 0,42 polegadas que é coberta por plástico resistente a riscos e um revestimento anti impressão digital para uma camada extra de proteção.

## Especificações
Geral
- Marca: Xiaomi
- Bluetooth versão: V4.0
- Avaliação impermeável: IP67 (grau de proteção IP)
- Cor: Preto, (padrão) laranja, verde, azul
- Compatibilidade: Android 4.4 + / iOS 7.0 +
- Língua: Inglês, Chinês
- Preço de mercado: 149RMB (US$23~43, na India MRP: ₹ 2499, a venda por ₹ 1999)

Características especiais
- Monitor de saúde: Medição da frequência cardíaca, rastreador de sono, podómetro, medição queima de calorias, contagem de etapas, gravação de distância, lembrete de sedentarismo
- Outras funções: Desbloquear o telefone sem senha, alerta de ligação com vibrar, lembrete de mensagem, hora, despertador
- Tipo de alerta: Vibração
- Sensores: ADI ultra low-power sensor de acelerômetro + sensor de frequência cardíaca ótica
- Temperatura de trabalho: −20 °C ~ 70 °C

Display
- Tela: 0.42 polegada OLED Display
- Tecla de toque: Sim
- Resistente a poeira e água (IP67)[3]

Bateria
- Tipo de bateria: bateria de polímero de lítio
- Capacidade da bateria: 70 mAh
- Tempo em standby: ~20 dias
- Entrada atual: 45 mA (TYP), 65 mA (MAX)
- Tensão de entrada: DC 5V

Material
- Material Mi-core: plástico + liga
- Material da case: TPEE
- Material da Band: TPSiV

Peso e tamanho
- Comprimento total: 235 mm
- Comprimento ajustável: 155–210 mm
- Tamanho do produto (L x W x H): 40.3 × 15.7 × 10.5 mm
- Peso do produto: 7.0 g

Conteúdo do pacote
- 1x Xiaomi Band 2 (Módulo + Band)
- 1x carregador
- 1x manual do usuário

Não requer códigos de acesso

Toda Mi Band 2 tem um ID exclusivo, quando o smartphone fecha com a banda, o telefone será desbloqueado, basta identificar seu com Mi Band 2